# Беатриса Йоркская
Принцесса Беатриса Йоркская (англ. Princess Beatrice  of York, полное имя Беатриса Елизавета Мария; род. 8 августа 1988) — принцесса, член королевской семьи Великобритании. Старшая дочь Эндрю, герцога Йоркского, младшего брата короля Карла III, и Сары, герцогини Йоркской.

## Биография
Старшая дочь герцога Йоркского Эндрю, второго сына и третьего ребёнка в семье королевы Великобритании Елизаветы II и Филиппа, герцога Эдинбургского, и Сары Фергюсон.
Является девятой по порядку в линии наследования трона шестнадцати независимых государств (Великобритании и монархических государств Британского содружества). Беатрис была первой принцессой, которая родилась в королевской семье после рождения её тёти принцессы Анны в 1950 году.
Начальное образование получила в школе Upton House School в Виндзоре, после этого Беатрис, как и её младшая сестра, принцесса Евгения Йоркская, обучалась в Coworth Park School. По слухам, юная Беатрис не была слишком популярна среди своих одноклассников; её детство также было омрачено разводом родителей в 1996 году. Продолжилось обучение сестёр в школе Святого Георгия в Аскоте. В 2008 году Беатриса стала студенткой колледжа Goldsmiths Лондонского университета, её предметами изучения являются история и дизайн.
Принцесса освобождена от многих обязательных официальных высоких церемоний, так как семья решила, что всё время она должна отдавать учёбе. Принцесса Беатрис лишь изредка участвует в королевских церемониях. В 19-летнем возрасте она поступила на работу продавщицей в знаменитый универмаг Selfridges в Лондоне. В её обязанности входило обслуживание VIP-клиентов. В течение месяца Беатрис работала пять дней в неделю с девяти утра до пяти вечера. Денег за работу внучка королевы не получала — это стало её трудовым опытом, который полагается приобретать всем членам королевской семьи.

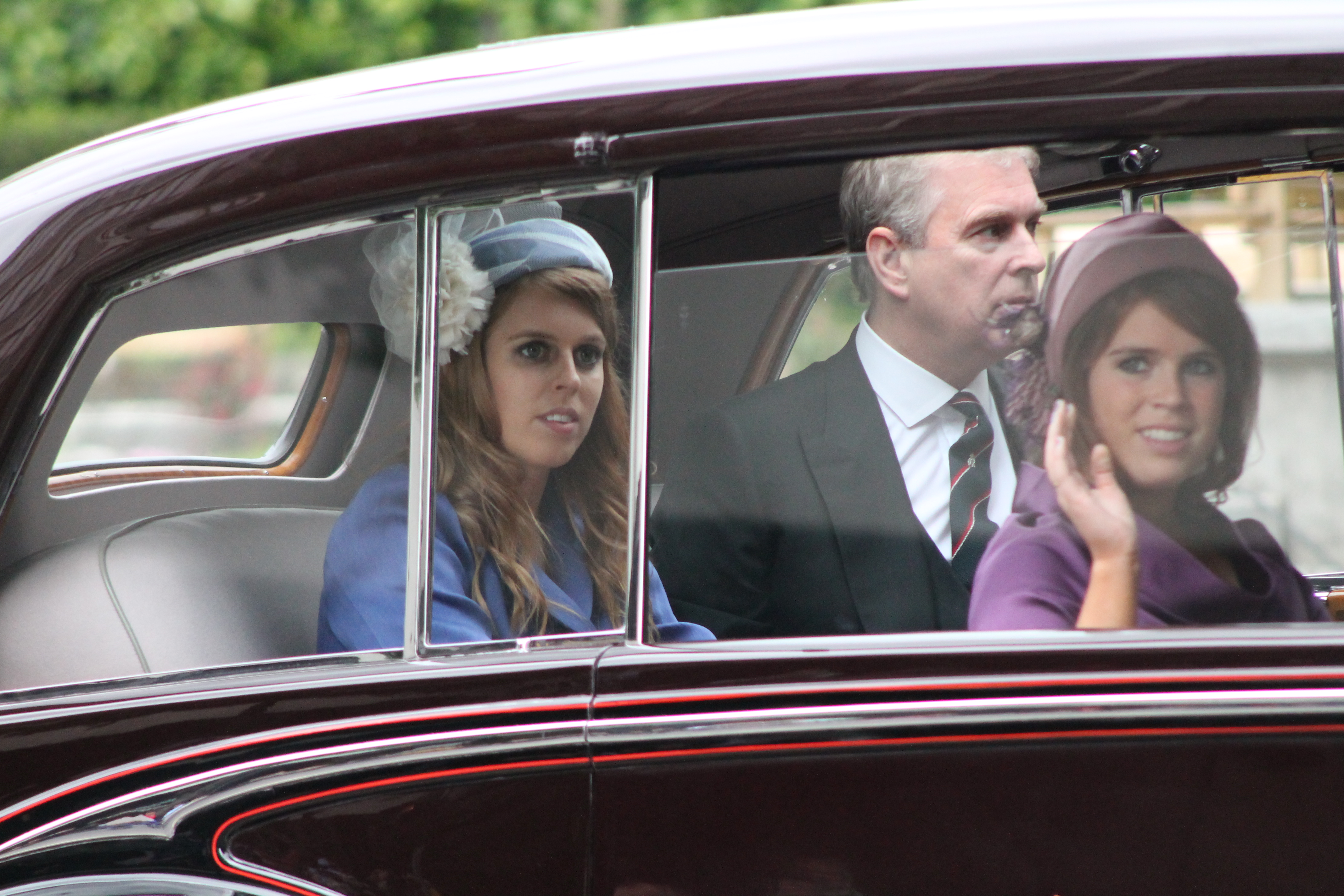
Принцесса Беатриса вместе с сестрой и отцом, герцогом Йоркским. Отец с дочерьми направляются в собор Святого Павла в честь бриллиантового юбилея королевы Елизаветы II, 5 июня 2012 года.

В 2007 году принцесса снялась в эпизодической роли в фильме Жан-Марка Валле «Молодая Виктория».

## Семья
26 сентября 2019 года было официально объявлено о помолвке Беатрисы с итальянским аристократом Эдоардо Мапелли-Моцци. Бракосочетание должно было состояться 29 мая 2020 года, но из-за пандемии коронавируса его перенесли на 2021 год, без уточнения даты. В конечном итоге непубличная церемония бракосочетания Беатрисы Йоркской с Эдоардо Мапелли-Моцци состоялась 17 июля 2020 года в часовне Всех Святых в Виндзоре.
18 сентября 2021 года у Беатрисы родилась дочь, которую назвали Сиенна Элизабет. По словам супругов Мапелли-Моцци, им нужно было итальянское имя, начинающееся на С, как у герцогини Сары, и связанное с золотым цветом волос, как у ребёнка и его матери.
Сиенну впервые показали публике в декабре 2022 года, и СМИ писали о её поразительном внешнем сходстве с матерью.
1 октября 2024 года стало известно, что Беатриса беременна вторым ребенком, рождение которого ожидается в начале весны 2025 года. 22 января 2025 года у пары родилась вторая дочь, которой дано имя Афина Элизабет Роуз.

## Личный герб и награды
Как член королевской семьи имеет личный герб, основанный на гербе монарха Соединённого Королевства.

### Блазон
Дамский (ромбический) четверочастный щит: в первом и четвёртом поле герб Англии — три золотых леопарда с лазоревым вооружением в червлёном поле, во втором поле герб Шотландии — в золотом поле с червлёной двойной внутренней каймой, проросшей лилиями червлёный восстающий лев с лазоревым вооружением, в третьем поле герб Ирландии — золотая арфа с серебряными струнами в лазоревом поле. Поверх щита серебряное титло о пяти концах обременённое тремя пчёлами (элемент герба матери — Сары).
Щитодержатели: справа — британский, коронованный открытой короной детей наследника трона, лев c серебряным титлом (как в щите) на шее; слева — шотландский единорог с короной детей наследника трона и серебряным титлом (как в щите) на шее.
Щит коронован короной внуков монарха с шапкой пэра внутри.

## Награды
- Медаль Бриллиантового юбилея королевы Елизаветы II